# Salgótarján
Salgótarján este un oraș în Ungaria. Este reședința județului Nógrád și unul dintre cele 23 orașe cu statut de comitat ale țării, fiind situat în nord-estul Ungariei, în apropiere de frontiera cu Slovacia.

## Originea denumirii orașului
Numele Salgótarján rezultă din compunerea a două substantive. Numele Salgó face referire la denumirea cetății situate în apropiere: Salgó vár, care  provine de la cuvântul maghiar salgó: „strălucitor” . Cuvântul Tarján este numele unuia din cele șapte triburi maghiare care au cucerit țara (honfoglalás) la sfârșitul secolului al IX-lea, și are ca origine titlul vechi turcesc tarcan „senior, prinț”.

## Demografie
Componența etnică a municipiului Salgótarján
     Maghiari (92,59%)
     Romi (5,8%)
     Necunoscut (0,6%)
     Alții (1,01%)
Componența confesională a municipiului Salgótarján
     Romano-catolici (38,66%)
     Fără religie (23,08%)
     Reformați (2,15%)
     Atei (1,55%)
     Luterani (1,14%)
     Necunoscută (33,17%)
     Alte religii (2,83%)
Conform recensământului din 2011, orașul Salgótarján avea 37.980 de locuitori. Din punct de vedere etnic, majoritatea locuitorilor (92,59%) erau maghiari, cu o minoritate de romi (5,8%). Apartenența etnică nu este cunoscută în cazul a 0,6% din locuitori. Nu există o religie majoritară, locuitorii fiind romano-catolici (38,66%), persoane fără religie (23,08%), reformați (2,15%), atei (1,55%) și luterani (1,14%). Pentru 33,17% din locuitori nu este cunoscută apartenența confesională.